# هرمان آلوارت
هرمان آلوارت (۲۱ دسامبر ۱۸۴۶ – ۱۶ آوریل ۱۹۱۴) نویسنده، روزنامه‌نگار، و سیاستمدار عضو رایشتاگ و یهودستیزی پرشور اهل آلمان بود.

## فعالیت سیاسی
در ۱۸۹۲، آلوارت به دلیل ادعای اینکه شرکت آلمانی Ludwig Loewe طی دسیسه‌ای یهودی-فرانسوی قصد فروش جنگ‌افزارهای خراب به ارتش آلمان داشت تا از این راه آلمان را از لحاظ نظامی عقب نگاه دارد، دادگاهی و به ۵ ماه زندان محکوم شد. با این حال، به دلیل انتخاب شدنش به رایشتاگ این دوره زندان را طی نکرد.
در رایشتاگ، آلوارت یهودیان را «مهاجم» و «باسیل‌های وبایی» توصیف کرد که باید پاکسازی می‌شدند. خطابه‌های تند او علیه یهودیان باعث دور شدن سیاست‌مداران از وی شد و در سال ۱۸۹۵ او از حزب اصلاحات جتماعی آلمان اخراج شد. در ۱۹۰۳، او کرسی خود در پارلمان را از دست داد و پس از آن از سیاست کناره‌گیری کرد. پس از دیدار وی از ایالات متحده آمریکا، وی بر ضد فراماسونری کارزاری به راه انداخت. او سپس دوباره در ۱۹۰۹ به دلیل اخاذی به زندان انداخته شد. در ۱۹۱۴، آلوارت در طی حادثه‌ای رانندگی در لایپزیگ در ۶۷ سالگی درگذشت.

## بعضی کتاب‌ها
- مبارزه ناامیدانه مردم آریایی با یهودیت، ۳ جلد، ۱۸۹۰
  - بخش ۲: سوگند یک یهودی
  - بخش ۳: تاکتیک‌های یهودی، در عین حال پاسخ به آقای لودویگ یاکوبوفسکی
- یهودیان و آلمانی‌ها. متممی بر یهودیان، ۱۸۹۲
- پیامبر اعظم. یادآوری و سخن آخری برای دوستان یهودی‌ستیز من، ۱۸۹۲
- مسئله یهودیان. سخنرانی، ۱۸۹۲
- دستگیری من، ۱۸۹۲
- آنگونه که یهودی انجام می‌دهد، سخنرانی، ۱۸۹۲
- معاهده آلمان، ۱۹۱۳
- حقایقی در مورد معدنی آلمانی در بوهمیا. رمان واقعیت از نوع مدرن با همراهی‌های معمول خودکشی، جنون و ناامیدی، ۱۹۱۳
- نور بیشتر! ترور فریدریش شیلر، لسینگ و موتزارت پیش از گردهمایی ادبیات مدرن و تاریخ جهان، ۱۹۱۴
- نور بیشتر! عیسویون در شکل واقعی خود و روابط آن‌ها با فراماسونری و یهودیت، ۱۹۱۹